# Testudovití
Testudovití (Testudinidae), také želvovití, želvy suchozemské a želvy zemní, jsou čeleď patřící do skupiny suchozemských plazů z řádu želvy (Testudines) a do nadčeledi Testudinoidea. Do této čeledi patří jak největší suchozemská želva (želva obrovská), tak i nejmenší želva ze všech (želvička trpasličí).

## Charakteristika
Karapax a plastron mají spojený mostem. Různé druhy dorůstají různé velikosti od několika centimetrů až do dvou metrů. Jsou obvykle aktivní ve dne se závislostí na okolní teplotě po setmění. Jsou to obecně samotářská zvířata.
Většinou jsou býložravci, živí se trávou, listovou zeleninou, květinami, ovocem. Některé druhy jsou všežravé. Některé druhy konzumují červy, hmyz a mršiny v jejich přirozeném prostředí. Příliš mnoho bílkovin je pro ně ovšem škodlivé a může způsobit deformaci krunýře a jiné zdravotní problémy.
Mnoho druhů želv je sexuálně dimorfních, rozdíly mezi samci a samicemi se liší druh od druhu. U některých druhů mají samci delší, vyčnívající krční štítek na krunýři než samice,u jiných mají delší drápy na předních končetinách. U většiny druhů želv bývá samice větší než samec. Někteří vědci se domnívají, že samci rostou rychleji, zatímco samice pomaleji ale více. Samec má také plastron zakřivený dovnitř kvůli reprodukci. Nejjednodušší způsob jak určit pohlaví želvy, je podívat se na ocas. Samice mají zpravidla menší ocas, zatímco samci mají mnohem delší.

## Reprodukce
Samice klade jedno až tři vejce do vyhrabaného důlku v písku. Vejce snáší a poté zahrabává obvykle v noci. Vejce jsou ponechány bez dozoru a podle druhu za 60 - 120 dnů se líhnou mláďata. Velikost vajec závisí na velikosti matky a lze odhadnout podle otvoru kloaky karapaxem a plastronem. Plastron u samice má patrný vrub pod ocasem, což usnadňuje procházení vejce. Po skončení inkubační doby už mají mláďata zub, aby se vymanily ze své skořápky. Mladé želvy často vyžadují více živin než dospělí. Je běžné, že mláďata býložravých druhů jedí červy nebo larvy hmyzu kvůli proteinu.

## Systém
- rod Astrochelys (Gray, 1873)
- rod Chelonoidis (Fitzinger, 1835)
- rod Chersina (Gray, 1831)
- rod Cylindraspis (Fitzinger, 1835) †
- rod Dipsochelys
- rod Ergilemys †
- rod Geochelone (Fitzinger, 1835)
- rod Gopherus (Rafinesque, 1832)
- rod Hadrianus †
- rod Homopus (Duméril & Bibron, 1835)
- rod Indotestudo (Lindholm, 1929)
- rod Kinixys (Bell, 1827)
- rod Malacochersus (Lindholm, 1929)
- rod Manouria (Gray, 1852)
- rod Psammobates (Fitzinger, 1835)
- rod Pyxis (Bell, 1827)
- rod Stylemys †
- rod Testudo (Linnaeus, 1758)[3]